# نقشه توپوگرافی

نقشهٔ توپوگرافی جزیرهٔ کُرس در دریای مدیترانه.

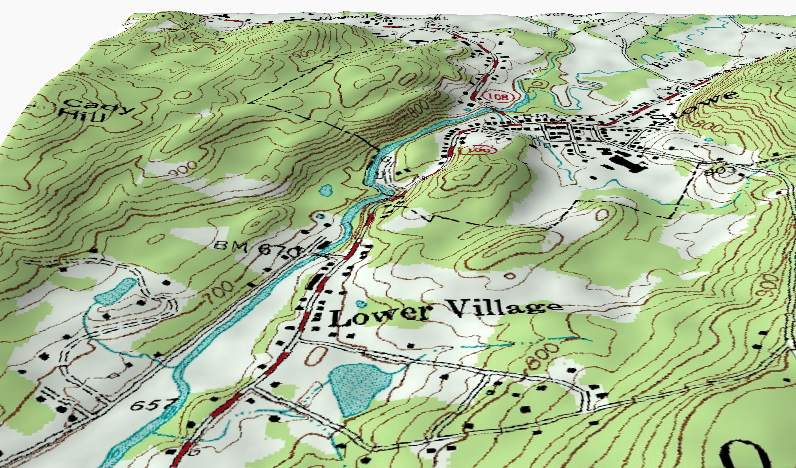
بخشی از یک نقشه در نمای ژرفانما (پرسپکتیو) و با عوارض مشخص که منحنی‌های ترازی که بر سطح زمین هستند را نشان می‌دهد.

نقشهٔ توپوگرافیک نقشه‌ای است که برای نمایاندن ویژگی‌های فیزیکی سطح زمین به کار می‌رود. این نقشه‌ها در مقیاس‌های بزرگ و کوچک می‌باشند و در مطالعات زمین‌شناختی به دلیل داشتن اطلاعات فواصل افقی یا ارتفاع عمودی به کار می‌روند.

## تاریخچه

یک نمونه نقشهٔ توپوگرافی، که منحنی میزان در بالا نشان داده‌شده است که در پایین پستی و بلندی‌ها به شکل کوه نمایان شده است.

نخستین مجموعهٔ چندبرگ نقشهٔ توپوگرافی از سرتاسر یک کشور «Carte géométrique de la France» فرانسه بود که در سال ۱۷۸۹ کامل شد. نقشه‌های توپوگرافی توسط ارتش و با هدف سهولت طرح‌ریزی برای جنگ و نیز تعیین محل‌های دفاعی ایجاد شد؛ بنابراین اطلاعات پیرامون ارتفاع، از اهمیت به سزایی برخوردار بوده است. پس از آن نقشه‌های توپوگرافی به یکی از منابع پایهٔ ملی کشورهای پیشرفته در طراحی زیرساخت‌ها و بهره‌بردای از منابع تبدیل شد. در آمریکا در سال ۱۸۷۹ نقشهٔ توپوگرافی سرتاسر آمریکا تهیه شد که تا امروز نیز باقی مانده است.

## منحنی میزان
منحنی‌های میزان در نقشه‌های توپوگرافی خطوطی فرضی هستند که تمام نقاط آن‌ها دارای یک ارتفاع می‌باشند.
یک نقشه توپوگرافیک، چیزی نیست جز تعدادی خطوط ساده که گاه به صورت پیچ در پیچ و گاه به صورت صاف کشیده شده‌اند. به این خطوط، خطوط حد فاصل یا Contour lines می‌گویند. این خطوط، نمایشگر مکانهایی بر روی نقشه هستند که نسبت به یک نقطه مرجع دارای ارتفاع ثابتی هستند؛ یعنی اگر شما یکی از این خطوط contour را دنبال کنید تمامی نقاطی که با این خط مشخص شده‌اند ارتفاع یکسانی دارند.

## نقشهٔ ۱ کیلومتری جهانی
این نقشه از داده‌های GTOPO30 بدست آمده است که ارتفاع سطح زمین را در فواصل ۳۰ کمان-ثانیه‌ای (به‌طور میانگین ۱ کیلومتر) مشخص می‌کند. این نقشه به جای منحنی‌های میزان از رنگ و سایه برای نشان دادن ارتفاع استفاده می‌کند. هر عکس با تفکیک‌پذیری ۱۸۰۰*۱۸۰۰ پیکسل (به‌طور میانگین ۱ مگابایت، ۶۰ پیکسل = ۱ درجه، ۱ پیکسل = ۱ دقیقه) می‌باشد.
| N60-90, W150-180 | N60-90, W120-150 | N60-90, W90-120 | N60-90, W60-90 | N60-90, W30-60 | N60-90, W0-30 | N60-90, E0-30 | N60-90, E30-60 | N60-90, E60-90 | N60-90, E90-120 | N60-90, E120-150 | N60-90, E150-180 |
| N30-60, W150-180 | N30-60, W120-150 | N30-60, W90-120 | N30-60, W60-90 | N30-60, W30-60 | N30-60, W0-30 | N30-60, E0-30 | N30-60, E30-60 | N30-60, E60-90 | N30-60, E90-120 | N30-60, E120-150 | N30-60, E150-180 |
| N0-30, W150-180  | N0-30, W120-150  | N0-30, W90-120  | N0-30, W60-90  | N0-30, W30-60  | N0-60, W0-30  | N0-60, E0-30  | N0-60, E30-60  | N0-60, E60-90  | N0-60, E90-120  | N0-60, E120-150  | N0-60, E150-180  |
| S0-30, W150-180  | S0-30, W120-150  | S0-30, W90-120  | S0-30, W60-90  | S0-30, W30-60  | S0-30, W0-30  | S0-30, E0-30  | S0-30, E30-60  | S0-30, E60-90  | S0-30, E90-120  | S0-30, E120-150  | S0-30, E150-180  |
| S30-60, W150     | S30-60, W120     | S30-60, W90-120 | S30-60, W60-90 | S30-60, W30-60 | S30-60, W0-30 | S30-60, E0-30 | S30-60, E30-60 | S30-60, E60-90 | S30-60, E90-120 | S30-60, E120-150 | S30-60, E150-180 |
| S60-90, W150-180 | S60-90, W120-150 | S60-90, W90-120 | S60-90, W60-90 | S60-90, W30-60 | S60-90, W0-30 | S60-90, E0-30 | S60-90, E30-60 | S60-90, E60-90 | S60-90, E90-120 | S60-90, E120-150 | S60-90, E150-180 |
|                  |                  |                 |                |                |               |               |                |                |                 |                  |                  |